# Късопръста чучулига
Късопръстата чучулига (Calandrella brachydactyla) е от по-дребните представители семейство Чучулигови (Alaudidae), разред Врабчоподобни (Passeriformes). Дължина на тялото: 14 cm. Има слабо изразен възрастов диморфизъм. Оперението и подобно на другите видове Чучулиги е маскировъчно с фини шарки от жълто, кафяво и черно. Възрастните отгоре са светлокафяви с по-тъмни петна; отдолу са светлосиви с черно петно отстрани на шията. При младите оперението отгоре е по-тъмно и пъстро, а отдолу – бяло. Възрастните имат малко петно отстрани на шията и от двете страни. Пръстите на краката са относително къси, откъдето идва и името на вида. Нокътът на задния пръст е дълъг, подобно на другите видове.

## Разпространение
С изключение на южните популации е прелетен вид. Среща се в южна, западна и северна Европа, северна Африка и в Азия, от Турция, през южна Русия, до Монголия. Среща се и в България. Зимува в Индия, северна и централна Африка. Обитава открити и сухи равнини, пасища и целини. Среща се и в култивирани области. Широко разпространен вид.

## Начин на живот и хранене
Води подобно на останалите видове Чучулиги наземен начин на живот. Храни се основно с насекоми.

## Размножаване
Гнездото си строи направо на земята. Снася 2–3 напръскани с кафяви и сиви петънца яйца. Малките, подобно на другите Чучулиги се излюпват покрити с рядък пух и напълно безпомощни, но се развиват бързо и след около 10 дни напускат гнездото. Родителите им ги хранят с насекоми.

## Допълнителни сведения
В България е защитен вид, включен в Червената книга.